# Pholidostachys synanthera
Pholidostachys synanthera är en enhjärtbladig växtart som först beskrevs av Carl Friedrich Philipp von Martius, och fick sitt nu gällande namn av Harold Emery Moore. Pholidostachys synanthera ingår i släktet Pholidostachys och familjen Arecaceae. Inga underarter finns listade i Catalogue of Life.